# Татєво (Калузька область)
Татєво (рос. Татьево) — присілок в Перемишльському районі Калузької області Російської Федерації.
Населення становить 8 осіб. Входить до складу муніципального утворення Присілок Сильково.

## Історія
Від 2004 року входить до складу муніципального утворення Присілок Сильково

## Населення
| 2002 | 2010 |
| ---- | ---- |
| 11   | ↘8   |